# Ratmate
Ratmate – gaun wikas samiti w środkowej części Nepalu w strefie Bagmati w dystrykcie Nuwakot. Według nepalskiego spisu powszechnego z 2001 roku liczył on 675 gospodarstw domowych i 3818 mieszkańców (1955 kobiet i 1863 mężczyzn).